# Killtjärnen
Killtjärnen är en sjö i Ragunda kommun i Jämtland och ingår i Ångermanälvens huvudavrinningsområde. Sjöns area är 0,033 kvadratkilometer och den är belägen 440 meter över havet.